# Hermann Emil Fischer
Hermann Emil Fischer (Euskirchen, 9 de outubro de 1852 — Berlim, 15 de julho de 1919) foi um químico alemão que recebeu o Nobel de Química de 1902. Também descobriu a esterificação de Fischer. Desenvolveu a projeção de Fischer, uma forma simbólica de desenho dos átomos de carbono assimétricos.
É considerado o pai da química orgânica.

## Biografia

### Primeiros anos
Fischer nasceu em Euskirchen, perto de Colônia. Filho de um homem de negócios, depois de graduar-se em ciências naturais trabalhou com seu pai na empresa da família, até concluir que não era adequado para este tipo de trabalho. Em seguida estudou na Universidade de Bonn em 1871, mas mudou para a Universidade de Estrasburgo em 1872. Obteve um doutorado em 1874, orientado por Adolf von Baeyer, com um estudo sobre fenolftaleína, e foi nomeado para um cargo na universidade.

### Carreira acadêmica
Em 1875 Adolf von Baeyer foi convidado para suceder Justus von Liebig na Universidade de Munique e Fischer o acompanhou para se tornar seu assistente em química orgânica.
Em 1878, Fischer qualificou-se como professor em Munique, onde foi nomeado Professor Associado de Química Analítica em 1879. No mesmo ano foi-lhe oferecida uma Cátedra de Química em Aachen.
Em 1881 foi nomeado professor de Química na Universidade de Erlangen e em 1883 foi convidado pelo Badische Anilin-und Soda-Fabrik para dirigir seu laboratório científico. Fischer, no entanto, cujo pai já tinha feito dele financeiramente independente, preferiu o trabalho acadêmico.
Em 1885 ele foi convidado para se tornar professor de Química na Universidade de Würzburg e aqui permaneceu até 1892, quando ele foi convidado para suceder A. W. Hofmann na Cadeira de Química da Universidade de Berlim. Aqui ele permaneceu até sua morte em 1919 por intoxicação crônica fenilidrazina.

### Trabalho de pesquisa
Em 1875, Fischer descobriu a fenilidrazina enquanto trabalhava em Estrasburgo com von Baeyer (Este composto iria desempenhar um papel fundamental na investigação posterior de Fischer em açúcares). Enquanto estava em Munique, continuou sua obra nas hidrazinas e, trabalhando lá com seu primo Otto Fischer, que o havia seguido até Munique, ele e Otto trabalharam em uma nova teoria da constituição dos corantes derivados de trifenilmetano, provando isso pelo trabalho experimental a ser corrigido.
Em Erlangen, Fischer estudou os princípios ativos do chá, café e cacau, ou seja, a cafeína e teobromina, e estabeleceu a constituição de uma série de compostos neste campo, eventualmente, os sintetizando.
Sepultado no Friedhof Wannsee, Lindenstraße.